# Liste der Countys in Prince Edward Island

Kings County

Queens County

Prince County

Die kanadische Provinz Prince Edward Island gliedert sich historisch in 3 Counties, welche sich dann weiter in Parishes und Townships unterteilten.
Diese Gliederung in Counties wird aktuell nur noch durch Statistics Canada für statistische Zwecke genutzt und hat dort keine verwaltungstechnische Funktion. Die lokale Verwaltung erfolgt durch die verschiedenen Gemeinden („Municipalities“).
Die Einteilung der Provinz in Counties wird durch Statistics Canada genutzt, um die Provinz in drei Census Divisions (Volkszählungseinheiten) einzuteilen. Innerhalb der Klassifikationsstruktur gehören diese Census Divisions dann zur Region Atlantic. Sie sind von 1101 bis 1103 nummeriert und besitzen eine offiziellen Namen.
| Name          | Census Division Code | Verwaltungssitz | Ew. (2011) | Ew. (2016) | Veränderung in % | Fläche in km² | Ew./km² |
| ------------- | -------------------- | --------------- | ---------- | ---------- | ---------------- | ------------- | ------- |
| Kings County  | 1101                 | Georgetown      | 17.990     | 17.160     | - 4,6            | 1.686,34      | 10,2    |
| Queens County | 1102                 | Charlottetown   | 77.866     | 82.017     | + 5,3            | 2.020,48      | 40,6    |
| Prince County | 1103                 | Summerside      | 44.348     | 43.730     | - 4,6            | 1.979,21      | 22,1    |